# From Fall to Spring
From Fall to Spring ist eine im Jahr 2008 gegründete Post-Hardcore-Band aus Neunkirchen, Saarland.

## Geschichte
Die Gruppe wurde 2008 von den Brüdern Philip und Lukas Wilhelm und Benedikt Veith unter dem Namen „Basement Projekt“ im saarländischen Neunkirchen gegründet, als die Musiker dort noch das Gymnasium am Krebsberg besuchten. Komplettiert wurde die Urbesetzung von Matthias Hansen und Marius Meinecke. Die Schülerband startete im Jahr 2010 ihre ersten musikalischen Aktivitäten, die in Form zweier veröffentlichter Singles und wenigen Auftritten, darunter ein Konzert auf dem Halberg Open Air im Jahr 2012 zu sehen waren. Im Jahr 2016 begannen mit dem Ausstieg des damaligen Keyboarders Marius Meinecke Umstruktierungen innerhalb der Band, die seit 2017 professionell arbeitet. Nach zwei Besetzungswechseln bestand From Fall to Spring bis Anfang 2023 aus den beiden Sängern Philip und Lukas Wilhelm, die zudem beide auch als Gitarristen in der Musikgruppe fungieren, aus Keyboarder Simon Triem, dem Bassisten León Arend und dem Schlagzeuger Benedikt Veith. Anfang des Jahres 2023 stieß mit Sebastian Monzel ein sechster Musiker zu der Band.
Im Jahr 2017 erschien mit A Better Tomorrow ihre Debüt-EP mit fünf Titeln, welche aus eigener Tasche finanziert und in Eigenverlag veröffentlicht wurde. Eine zweite EP unter dem Titel Disconnected folgte im Jahr 2019.
Ursprünglich war geplant, dass die Gruppe zwischen dem 11. und 20. Juni 2020 ihre erste Tournee als Vorgruppe für Fight the Fade durch Deutschland absolvieren würde. Diese Tournee wurde allerdings aufgrund der COVID-19-Pandemie und den damit verbundenen Regulierungen durch die Bundesregierung abgesagt.
Im September des Jahres 2021 unterschrieb die Gruppe einen Plattenvertrag bei Arising Empire und veröffentlichte im gleichen Jahr mehrere Singles. Im Sommer des Jahres 2022 absolvierte die Gruppe mehrere Festivalauftritte, darunter auf dem Full Force und dem Pell Mell Festival. Die Musiker gaben bekannt, über die Social-Media-Plattform TikTok mit ihrem Lied Draw the Line an der Qualifikation zum deutschen Vorentscheid für den Eurovision Song Contest 2023 in Liverpool teilzunehmen. Dort erhielt die Gruppe nach Ikke Hüftgold die zweitmeisten Stimmen. Die Band kündigte später an, sich 2024 erneut für den deutschen Vorentscheid bewerben zu wollen. Am 14. April 2023 wurde das Debütalbums Rise bei Arising Empire veröffentlicht. Das Album erreichte in der Woche zum 21. April 2023 eine Notierung in den deutschen Albumcharts, wo es auf Platz 73 einstieg.
Zwischen November und Dezember 2024 tourte die Gruppe als Vorband für die schwedische Rockband Smash into Pieces durch Europa und das Vereinigte Königreich. Im Februar 2025 nahm sie an der Musikshow Chefsache ESC 2025 teil, die als nationaler Vorentscheid für den Eurovision Song Contest dient, und erreichten dort das Halbfinale. In diesem präsentierte die Band ihren Wettbewerbsbeitrag Take the Pain Away, schafften es mit diesem allerdings nicht in das Finale.

## Musik
Die Band spielt eine melodische Spielweise des Metalcore, welches sich zwischen Gruppen wie Bring Me the Horizon, Architects, Falling in Reverse und Breaking Benjamin bewegt.

## Diskografie
- 2017: A Better Tomorrow (EP, Selbstverlag)
- 2019: Disconnected (EP, Selbstverlag)
- 2023: Rise (Album, Arising Empire)